# Hypoxis floccosa
Hypoxis floccosa är en enhjärtbladig växtart som beskrevs av John Gilbert Baker. Hypoxis floccosa ingår i släktet Hypoxis och familjen Hypoxidaceae. Inga underarter finns listade i Catalogue of Life.